# Пицка, Ханс
Ханс Пи́цка (нем. Hans Pizka; род. 1942, Мец) — австрийский валторнист, музыкальный педагог, музыковед и нотный издатель.

## Биография
Ханс Пицка родился в семье валторниста Эриха Пицки (1914—1996) в городе Мец, однако его детство прошло в Линце. Он начал заниматься музыкой в возрасте 4 лет. Сначала он учился на скрипке и альте. В 9 лет его отец также стал обучать Ханса основам игры на валторне. Позже он занимался под руководством Готфрида фон Фрайберга в Вене. Прежде чем принять окончательное решение стать профессиональным музыкантом, он в течение двух лет учился на юриста.
Оркестровая карьера Ханса Пицки началась в Брукнеровском оркестре Линца. Затем он был солистом-валторнистом в Дюссельдорфском симфоническом оркестре, сменив на этой должности Герда Зайферта. В течение сорока лет (с 1967 по 2007 год) он исполнял обязанности солиста Баварского государственного оркестра в Мюнхене. С 1978 года он неоднократно появлялся в качестве приглашённого артиста в Венском филармоническом оркестре.
Среди дирижёров, с которыми Пицка работал в этих коллективах, — такие знаменитости как Герберт фон Караян, Карл Бём, Карлос Клайбер, Вольфганг Заваллиш, Зубин Мета, Сэйдзи Одзава, Рикардо Мути, Клаудио Аббадо, Рафаэль Кубелик, Леонард Бернстайн. В качестве солиста он гастролировал во многих странах Европы, Азии и Америки и даже Африки.
Сегодня Ханс Пицка прекратил исполнительскую деятельность и занимается преподаванием, изданием музыки для валторны, в качестве консультанта сотрудничает с различными фирмами-производителями музыкальных инструментов. Он является одним из наиболее авторитетных специалистов в различных областях, связанных с его инструментом. Пицка — автор нескольких книг, в том числе «Mozart und das Horn» и «Wagner und das Horn» о роли валторны в творчестве Моцарта и Вагнера. В течение многих лет Ханс Пицка участвует в деятельности Международного общества валторнистов валторнистов. В 2002 году он был избран почётным членом этой организации.